# Florence Pugh
Florence Pugh (/pjuː/ PEW; sinh ngày 3 tháng 1 năm 1996) là một nữ diễn viên người Anh. Sinh ra ở Oxford, cô đã bắt đầu diễn xuất vào năm 2014 trong bộ phim truyền hình The Falling. Pugh đã được công nhận vào năm 2016 với vai chính cô dâu trẻ bạo lực trong bộ phim truyền hình độc lập Lady Macbeth, giành được Giải thưởng Phim độc lập của Anh. Sau khi tham gia các bộ phim năm 2018 King Lear và Outlaw King, cô đã nhận được nhiều lời khen ngợi cho vai chính trong miniseries 2018 The Little Drummer Girl. Pugh được đề cử cho Giải thưởng Ngôi sao đang lên BAFTA cùng năm đó.
Bước đột phá quốc tế của Pugh đến vào năm 2019 với vai diễn đô vật chuyên nghiệp Paige trong bộ phim thể thao tiểu sử Fighting with My Family, một phụ nữ Mỹ chán nản trong phim kinh dị Midsommar và Amy March trong bộ phim Little Women. Cuối cùng, cô đã nhận được đề cử cho Giải thưởng Viện hàn lâm và Giải thưởng BAFTA. Cô đã được trao giải Trophée Chopard tại Liên hoan phim Cannes 2019. 
Năm 2021, cô đóng vai chính Yelena Belova / Black Widow trong bộ phim siêu anh hùng Black Widow của Vũ trụ Điện ảnh Marvel và miniseries Hawkeye trên Disney+. Sang những năm tiếp theo, cô tham gia lồng tiếng nhân vật Goldilocks trong Mèo đi hia: Điều ước cuối cùng (2022), đồng thời còn tham gia diễn xuất trong một số tác phẩm khác gồm The Wonder (2022), Em yêu đừng sợ (2022), Oppenheimer (2023) và Dune: Hành tinh cát – Phần 2 (2024).

## Thời thơ ấu
Florence Pugh sinh năm 1996 ở Oxford. Cha cô, Clinton Pugh, là một chủ nhà hàng, còn mẹ cô, Deborah, là một vũ công kiêm giáo viên dạy nhảy. Gia đình Pugh có 4 anh chị em, anh trai cô là nhạc sĩ - diễn viên Toby Sebastian, chị gái cô là diễn viên Arabella Gibbins và em gái út là Rafaela "Raffie" Pugh từng tham gia diễn xuất.
Khi còn nhỏ, cô mắc chứng mềm khí phế quản (một bệnh về khí quản gây ra các vấn đề hô hấp) nên thường xuyên phải nhập viện. Gia đình cô chuyển đến Manilva ở Tây Ban Nha khi Pugh ba tuổi, hy vọng rằng thời tiết ấm áp sẽ cải thiện sức khỏe của cô. Họ sống ở đó cho đến năm cô sáu tuổi thì chuyển về Oxford.
Cô từng học tại hai trường: Trường Wychwood và Trường St Edward, Oxford. Song, cô không thích cách hai trường không ủng hộ tham vọng diễn xuất của mình.

## Sự nghiệp

### Các vai diễn ban đầu (2014–2018)

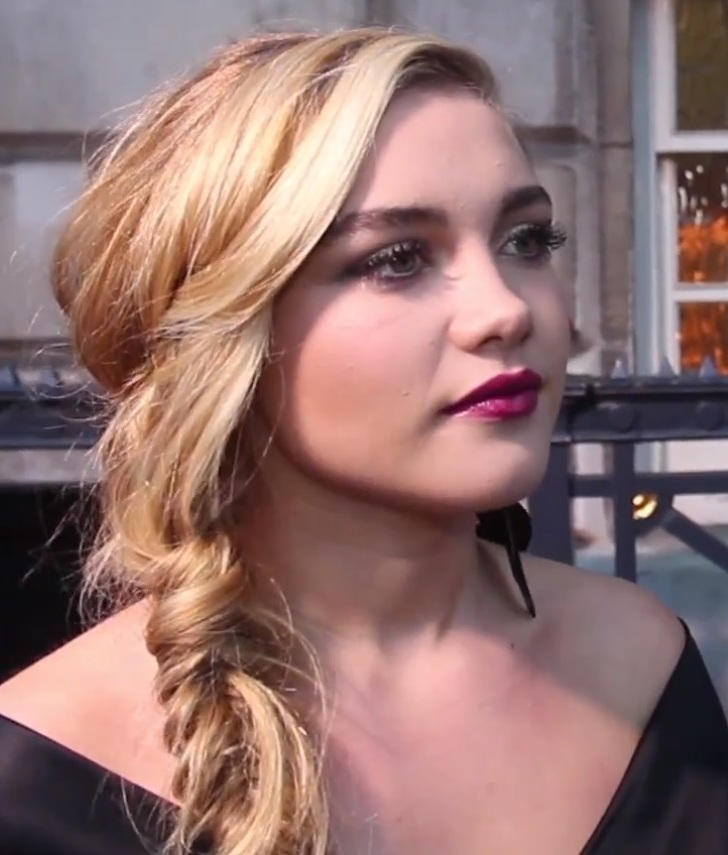
Pugh tại Liên hoan phim BFI London 2014.

Trong khi vẫn còn đang học trung học, Pugh lần đầu tham gia diễn xuất chuyên nghiệp trong bộ phim truyền hình The Falling năm 2014, vào vai một thiếu niên trưởng thành, cùng với Maisie Williams. Tara Brady của Thời báo Ailen coi Pugh là "đáng chú ý", trong khi Oliver Lyttelton của IndieWire gọi cô là "nổi bật". Cùng năm, nữ diễn viên được đề cử giải Diễn viên mới xuất sắc nhất của Anh tại Liên hoan phim BFI London cũng như Diễn viên trẻ người Anh / Ireland của năm do Hội phê bình phim London bầu chọn. Năm sau, cô được chọn vào vai một ca sĩ kiêm nhạc sĩ trong tập phim hài-kịch chiếu thử Studio City, đóng cùng Eric McCormack trong vai cha của nhân vật. Tập phim không được chọn để sản xuất thành loạt phim. Pugh sau đó mô tả trải nghiệm tiêu cực của mình khi thực hiện Studio City do áp lực phải thay đổi ngoại hình.
Năm 2016, Pugh đóng vai chính trong bộ phim truyền hình độc lập Lady Macbeth, một bộ phim dựa trên tiểu thuyết Lady Macbeth of the Mtsensk District của Nikolai Leskov, và xuất hiện trong loạt đầu tiên của loạt phim trinh thám ITV Marcella. Trong Lady Macbeth, cô đóng vai Katherine, một cô dâu tuổi teen phải sống trong một cuộc hôn nhân không hạnh phúc và trở nên bạo lực. Pugh cho rằng cô bị vai diễn thu hút là do yêu thích các nhân vật có động cơ "khó hiểu hoặc ít nhất là thú vị". Vai diễn này đã mang lại cho nữ diễn viên nhiều lời ca ngợi. Cô cũng ghi nhận quá trình sản xuất đã giúp cô lấy lại niềm đam mê điện ảnh sau khi nản lòng vì Studio City. Khi đánh giá bộ phim cho Variety, Guy Lodge đã khen ngợi cách cô thể hiện "quá trình chuyển đổi phức tạp, nội tại" của nhân vật. Cô đã giành được Giải BIFA cho Nữ diễn viên chính xuất sắc nhất trong một bộ phim độc lập của Anh cho vai diễn này.
Vào năm 2018, Pugh đã giành được một đề cử cho Giải thưởng Ngôi sao đang lên BAFTA tại Giải thưởng Điện ảnh Viện Hàn lâm Anh lần thứ 71. Sau đó, cô đóng vai Cordelia, con gái Vua Lear do Anthony Hopkins thủ vai trong bộ phim truyền hình King Lear của Richard Eyre và xuất hiện trong phim ngắn Leading Lady Parts để ủng hộ phong trào Time's Up. Cuối năm đó, Pugh đóng vai Elizabeth de Burgh trong bộ phim lịch sử của Netflix Outlaw King, đóng cùng Chris Pine trong vai Robert the Bruce. Charles Bramesco của The Guardian nhận thấy cô ấy "xuất sắc mặc cho vai diễn bạc bẽo". Sau đó, cô đóng vai chính trong một miniseries sáu phần chuyển thể từ tiểu thuyết điệp viên The Little Drummer Girl của John le Carré, trong đó cô thủ vai một nữ diễn viên bị cuốn vào một âm mưu gián điệp vào những năm 1970. Màn trình diễn của cô đã nhận được nhiều lời khen ngợi. Trong khi có nhiều ý kiến trái chiều về loạt phim, Richard Lawson của Vanity Fair đã ghi nhận Pugh là "xuất sắc từ đầu đến cuối" và nói thêm rằng cô ấy "khéo léo kết hợp sự mộc mạc với tinh tế, sự khôn ngoan với ngây thơ."

### Đột phá và sự công nhận (2019–nay)

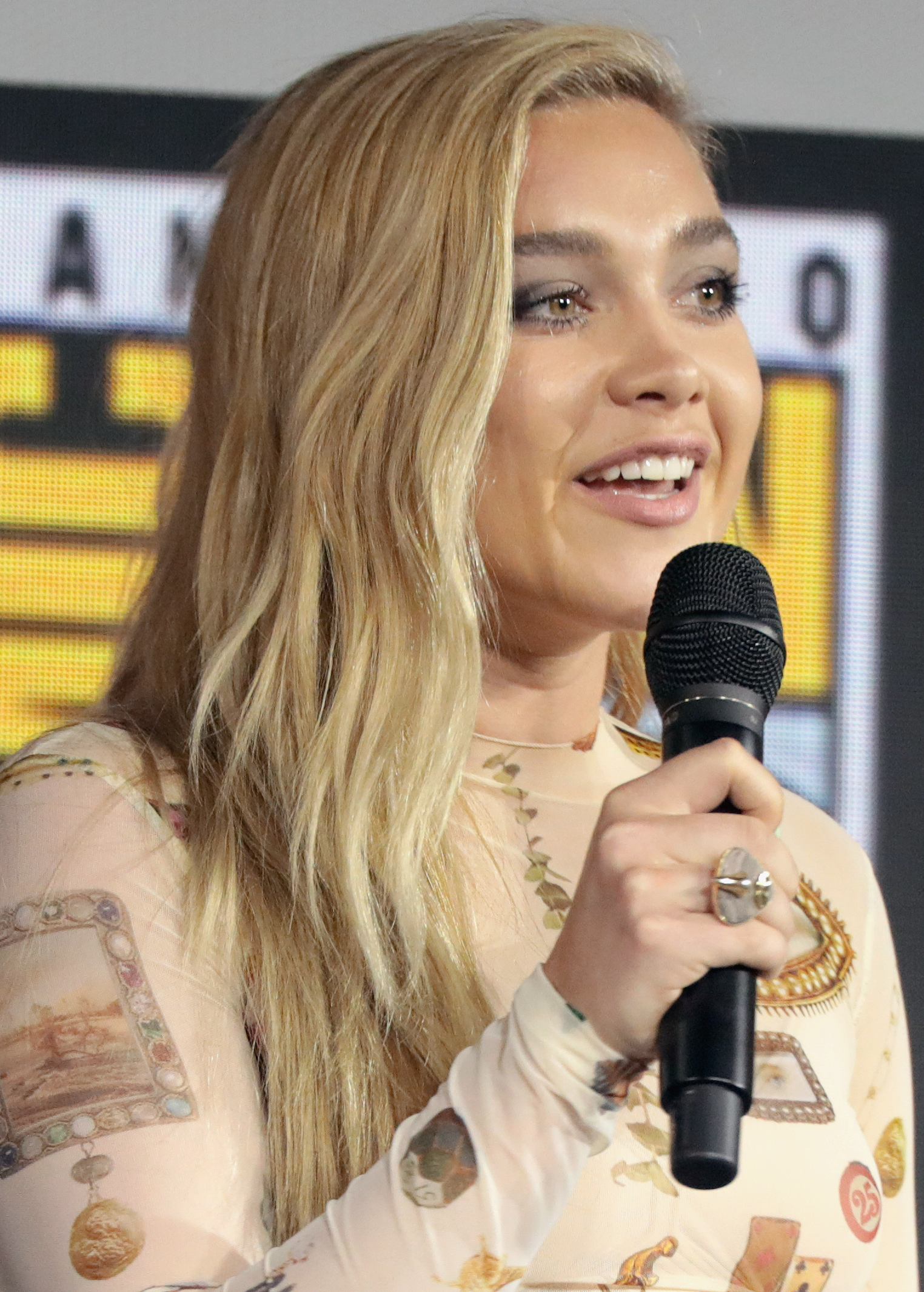
Pugh tại San Diego Comic-Con 2019.

Pugh đóng vai chính trong ba bộ phim lớn trong năm 2019, trong đó cô được công nhận là đã có một bước đột phá quốc tế.  Lần đầu tiên cô đóng vai đô vật chuyên nghiệp Paige trong Fighting with My Family, một bộ phim hài kịch kể về sự nghiệp của Paige. Bộ phim được công chiếu tại Liên hoan phim Sundance 2019 với những đánh giá tích cực. Geoffrey Macnab của The Independent cho rằng nữ diễn viên "hoàn toàn thuyết phục trong vai đô vật", nói thêm rằng cô đã thể hiện "sự thách thức, vẻ quyến rũ lôi thôi và sự hài hước tự ti giống như ngoài đời [...] Paige." Pugh sau đó tham gia bộ phim kinh dị có tiêu đề Midsommar của Ari Aster, kể về một cặp vợ chồng người Mỹ, do cô và Jack Reynor thủ vai, người đi du lịch đến Thụy Điển và gặp phải một giáo phái. Các nhà phê bình khen ngợi vai diễn Dani Ardor hoang tàn của Pugh, trong khi David Edelstein của Vulture mô tả nó là "sống động đáng kinh ngạc".
Trong bộ phim cuối cùng ra mắt trong năm, Pugh đóng vai chính trong Little Women, một bộ phim truyền hình cổ trang chuyển thể từ tiểu thuyết cùng tên của Louisa May Alcott do Greta Gerwig đạo diễn. Cô đóng vai Amy March, một nghệ sĩ hay thay đổi, bắt đầu từ 12 tuổi đến tuổi trưởng thành và nói rằng nhân vật đang ở trong một "điểm ngọt ngào của việc không biết làm thế nào để đối phó với cảm xúc của mình". Bộ phim nhận được sự hoan nghênh của giới phê bình và thu về 209 triệu đô la. Trong bài đánh giá của mình, David Rooney của The Hollywood Reporter ca ngợi "sự duyên dáng, hài hước và ý chí phát triển gần như không thể nhận thấy thành sự khôn ngoan" mà Pugh đã quản lý "những mâu thuẫn khó khăn" của phần này. Pugh đã nhận được đề cử cho Giải Oscar cho Nữ diễn viên phụ xuất sắc nhất và Giải BAFTA cho Nữ diễn viên chính xuất sắc nhất trong một vai phụ cho màn trình diễn của cô ấy.
Pugh đóng vai nữ điệp viên Yelena Belova trong bộ phim siêu anh hùng Black Widow của Vũ trụ Điện ảnh Marvel. Cô mô tả bộ phim là về "những cô gái bị đánh cắp từ khắp nơi trên thế giới". Được phát hành vào tháng 7 năm 2021, bộ phim đã thu được những đánh giá tích cực từ các nhà phê bình, những người đã làm nổi bật màn trình diễn đặc biệt của nữ diễn viên. Cô đóng lại vai diễn trong loạt phim siêu anh hùng Hawkeye trên Disney+ vào cuối năm.
Năm 2022, Pugh đóng vai chính trong bộ phim kinh dị Don't Worry Darling, lấy bối cảnh ở California vào những năm 1950 và do Olivia Wilde đạo diễn, và The Wonder, chuyển thể từ tiểu thuyết cùng tên của Emma Donoghue. Don't Worry Darling đã công chiếu tại Liên hoan phim quốc tế Venice lần thứ 79, nơi đây các nhà phê bình đã được nổi bật cho màn biểu diễn của Pugh trong phim.
Năm 2024, cô đóng vai công chúa Irulan trong Dune: Hành tinh cát – Phần hai, đồng thời làm giám đốc sản xuất và đóng vai Cathy Ames trong sê-ri giới hạn chuyển thể từ tiểu thuyết East of Eden của John Steinbeck. Cô lồng tiếng vai Goldilocks trong phim hoạt hình Mèo đi hia: Điều ước cuối cùng đồng thời sản xuất và đóng vai chính trong bộ phim A Good Person. Pugh gắn bó với việc xuất hiện trong bộ phim khoa học viễn tưởng Dolly cũng như bộ phim chuyển thể từ tiểu thuyết Người hầu gái của Nita Prose. Cô đóng vai Jean Tatlock trong bộ phim tiểu sử Oppenheimer do Christopher Nolan viết kịch bản và đạo diễn. Cô đảm nhiệm vai Yelena Belova trong phim Thunderbolts (2024).

## Hình ảnh công chúng và cuộc sống cá nhân
Pugh được đưa vào hạng mục giải trí trong danh sách 30 Under 30 hàng năm của tạp chí Forbes, công nhận 30 người có ảnh hưởng nhất ở châu Âu dưới 30 tuổi, vào năm 2019. Time xếp cô vào hạng mục nghệ sĩ trong danh sách 100 Next, trong đó nêu bật những ngôi sao đang lên và những nhà lãnh đạo mới nổi trong các lĩnh vực của họ, vào năm 2021.
Pugh hẹn hò với nam diễn viên Zach Braff từ tháng 4 năm 2019. Anh ấy đã chỉ đạo cô ấy trong bộ phim ngắn năm 2019 của anh ấy In the Time it Takes to Get There. Họ sống cùng nhau ở Los Angeles.
Từ năm 2013 đến năm 2016, Pugh đã trình diễn các bài hát cover dưới tên Flossie Rose trên YouTube. Năm 2020, cô tham gia loạt phim Hành động vì nguyên nhân để đọc trực tiếp vở kịch This Is Our Youth của Kenneth Lonergan để giúp gây quỹ cho Entertainment Industry Foundation, một tổ chức phi lợi nhuận, trong đại dịch COVID-19. Pugh được giới thiệu trong bài hát "Midnight" của anh trai cô, phát hành vào ngày 15 tháng 5 năm 2021.

## Danh sách phim

### Phim
Ghi chú
| Phim chưa ra mắt | Phim chưa ra mắt |

| Năm  | Tựa đề                            | Vai                         | Chú thích                 |
| ---- | --------------------------------- | --------------------------- | ------------------------- |
| 2014 | The Falling                       | Abbie Mortimer              |                           |
| 2015 | Paradise Lost?                    | Eve                         | Phim ngắn                 |
| 2016 | Lady Macbeth                      | Katherine Lester            |                           |
| 2018 | The Commuter                      | Gwen                        |                           |
| 2018 | Outlaw King                       | Elizabeth de Burgh          |                           |
| 2018 | Malevolent                        | Angela Sayers               |                           |
| 2018 | Leading Lady Parts                | Chính cô                    | Phim ngắn                 |
| 2019 | Fighting with My Family           | Saraya "Paige" Knight       |                           |
| 2019 | In the Time it Takes to Get There | Lucille                     | Phim ngắn                 |
| 2019 | Midsommar                         | Dani Ardor                  |                           |
| 2019 | Những người phụ nữ bé nhỏ         | Amy March                   |                           |
| 2020 | Father of the Bride Part 3(ish)   | Megan Banks                 | Phim ngắn                 |
| 2021 | Góa phụ đen                       | Yelena Belova / Black Widow |                           |
| 2022 | The Wonder                        | Lib Wright                  |                           |
| 2022 | Em yêu đừng sợ                    | Alice Chambers              |                           |
| 2022 | Mèo đi hia: Điều ước cuối cùng    | Goldilocks                  | Lồng tiếng                |
| 2023 | A Good Person                     | Allison                     |                           |
| 2023 | Oppenheimer                       | Jean Tatlock                |                           |
| 2023 | Thiếu niên và chim diệc           | Kiriko                      | Lồng tiếng, bản tiếng Anh |
| 2024 | Dune: Hành tinh cát – Phần hai    | Công chúa Irulan            |                           |
| 2024 | Ngày ta đã yêu                    | Almut Bruhl                 |                           |
| 2025 | Thunderbolts                      | Yelena Belova / Black Widow |                           |

### Truyền hình
| Năm  | Tựa đề                        | Vai                         | Chú thích                |
| ---- | ----------------------------- | --------------------------- | ------------------------ |
| 2015 | Studio City                   | Cat                         | Unaired TV pilot         |
| 2016 | Marcella                      | Cara Thomas                 | 3 tập                    |
| 2018 | King Lear                     | Cordelia                    | Phim truyền hình         |
| 2018 | The Little Drummer Girl       | Charmian "Charlie" Ross     | Miniseries               |
| 2020 | Acting for a Cause            | Jessica Goldman             | Tập: "This is Our Youth" |
| 2021 | Hawkeye                       | Yelena Belova / Black Widow | 3 tập                    |
| 2022 | Running Wild with Bear Grylls | Chính cô                    | Tập: "Florence Pugh"     |

## Giải thưởng
Pugh đã được đề cử cho Giải thưởng Viện Hàn lâm cũng như hai Giải thưởng BAFTA. Cô đã giành được một đề cử Giải Oscar cho Nữ diễn viên phụ xuất sắc nhất và một đề cử Giải BAFTA cho Nữ diễn viên chính xuất sắc nhất trong một vai phụ, cả hai cho vai diễn của cô trong Little Women, cũng như một đề cử Giải thưởng Ngôi sao đang lên của BAFTA. Diễn xuất của cô trong Lady Macbeth đã mang về cho cô giải thưởng Phim độc lập của Anh. Cô được đề cử Giải thưởng Gotham ở hạng mục Nữ diễn viên chính xuất sắc nhất cho vai diễn trong Midsommar. Tại Liên hoan phim Cannes 2019, Pugh đã được trao giải Trophée Chopard, giải thưởng do một ban giám khảo gồm các chuyên gia trao cho các diễn viên trẻ để công nhận và khuyến khích sự nghiệp của họ.